# Ampache
 (juin 2016).
Si vous disposez d'ouvrages ou d'articles de référence ou si vous connaissez des sites web de qualité traitant du thème abordé ici, merci de compléter l'article en donnant les références utiles à sa vérifiabilité et en les liant à la section « Notes et références ».
Chronologie des versions
3.8.9
Ampache est un logiciel libre de streaming audio. La plateforme de Dogmazic est basée sur Ampache.